# Microcel·la

Microcel·les: amplada típica fins a 2km

Una microcel·la és una cel·la d'una xarxa de telefonia mòbil servida per una estació base mòbil de baixa potència (torre), que cobreix una àrea limitada, com ara un centre comercial, un hotel o un centre de transport. Una microcel·la és generalment més gran que una picocel·la, encara que la distinció no sempre és clara. Un microcèl·lul utilitza el control de potència per limitar el radi de la seva àrea de cobertura. Una xarxa microcel·lular és una xarxa de ràdio composta de microcel·les.
Normalment, una microcel·la té una amplada inferior a dos quilòmetres, mentre que les estacions base estàndard poden tenir rangs de fins a 35 quilòmetres (22 mi). Una picocel·la, en canvi, té una amplada d'uns 200 metres o menys, i una femtocel·la és de l'ordre de 10 metres, tot i que AT&T anomena la seva femtocel·la que té un rang de 40 peus (12 m), amb el terme "microcell". AT&T utilitza "AT&T 3G MicroCell" com a marca registrada que no empra necessàriament la tecnologia "Microcell".

## Justificació
Igual que amb les picocel·les, normalment es fan servir microcel·les per afegir capacitat de xarxa a zones amb un ús molt dens de telèfon, com ara les estacions de tren. Les microcel·les sovint es despleguen temporalment durant esdeveniments esportius i en altres ocasions en què se sap que es necessita una capacitat extra en un lloc específic per endavant.
La flexibilitat de la mida de les cel·les és una característica de les xarxes 2G (i posteriors) i és una part significativa de com aquestes xarxes han estat capaces de millorar la capacitat. Els controls de potència implementats a les xarxes digitals faciliten la prevenció de les interferències de les cel·les properes mitjançant les mateixes freqüències. Mitjançant la subdivisió de cel·les i la creació de més cel·les per ajudar a servir zones d'alta densitat, un operador de xarxa mòbil pot optimitzar l'ús de l'espectre i garantir la capacitat de creixement. En comparació, els sistemes analògics antics tenen límits fixats més enllà dels quals els intents de subdividir les cel·les simplement comportarien un nivell d'interferència inacceptable.
Alguns sistemes de telefonia mòbil, especialment PHS i DECT, només proporcionen cobertura microcel·lular (i Pico cel·lular). Els sistemes microcel·lulars s'utilitzen normalment per proporcionar sistemes de telefonia mòbil de baix cost en entorns d'alta densitat com les grans ciutats. PHS es desplega a les principals ciutats del Japó com a alternativa al servei de telefonia cel·lular ordinària. Moltes empreses utilitzen el DECT per desplegar xarxes microcel·lulars lliures de llicències privades dins de grans campus on el servei de telefonia per cable és menys útil. El DECT també s'utilitza com a sistema de telèfon privat sense connexió, sense connexió de xarxa, on el seu perfil de baixa potència garanteix que els sistemes DECT propers no interfereixin entre si.
Un precursor d'aquest tipus de xarxa va ser el sistema de telèfons sense fil CT2, que va proporcionar accés a una xarxa més relaxada (sense transferència), de nou amb estacions base desplegades a zones on moltes persones haurien de fer trucades. Les limitacions de CT2 van assegurar que el concepte mai no es va enlairar. El successor de CT2, DECT, va rebre un perfil d'interfuncionament, GIP, de manera que les xarxes GSM podrien fer-ne ús per a l'accés microcel·lular, però en la pràctica va suposar l'èxit de GSM a Europa i la capacitat de GSM de suportar microcel·les sense utilitzar tecnologies alternatives. El GIP poques vegades es va utilitzar, i l'ús de DECT en general es va limitar a xarxes privades no GSM, incloent-hi l'ús de sistemes de telèfon sense fil.

## Abast de les cel·les de telefonia mòbil
Típicament, el rang d'una macrocel·la de telefonia mòbil té una abast de fins a 20 quilòmetres, el d'una microcel·la és inferior als dos quilòmetres, el d'una picocel·la és d'uns 200 metres o menys i el d'una femtocel·la de l'ordre dels 10 metres. Cal remarcar que tot i que AT&T anomena "MicroCell" un producte seu amb abast d'uns 40 peus (12 m), utilitza "AT&T 3G MicroCell" com una marca comercial i no necessàriament perquè empri la tecnologia "microcell".